# Загальна психологія
Загальна психологія — дисципліна, що намагається знайти відповіді на принципові питання, які постають перед психологією в цілому, виробити теоретичні принципи, обґрунтувати методи психологічного пізнання, сформулювати основні закономірності існування і розвитку психічної реальності. Загальна психологія вивчає сукупність теоретичних і експериментальних досліджень, що виявляють найзагальніші психологічні закономірності, теоретичні принципи і методи психології, її основні поняття і категоріальний склад.
Мета дисципліни — надання студентам систематизованих знань з загальної психології, вивчення основних методологічних та теоретичних засад, методів дослідження психологічних явищ, формування професійної свідомості та самосвідомості.